# 商鞅
商 鞅（しょう おう、紀元前390年 - 紀元前338年）は、中国戦国時代の秦国の政治家・将軍・法家・兵家。
姓は姫、氏は公孫。名は鞅。また、衛の公族系のために衛鞅（えいおう）ともいう。なお商鞅とは、後に秦の商・於に封じられたため商君鞅という意味の尊称である。法家思想を基に秦の国政改革を進め、後の秦の天下統一の礎を築いたが、性急な改革から自身は周囲の恨みを買い、逃亡・挙兵するも秦軍に攻められ戦死した。

## 生涯

### 仕官まで
公孫鞅は、若い頃は魏の恵王（在位：紀元前370年 - 紀元前335年）の宰相で、韓の公族出身である公叔痤の食客となり、中庶子に任ぜられる。
公叔痤は死去する際に、恵王に後継の宰相として公孫鞅を推挙した。しかし恵王はこれを受け入れず、公叔痤はこれを見て「公孫鞅を用いることをお聞き入れくださらないならば、私はやはり臣下よりも主君を優先せねばならぬから（鞅が他国に行けば強敵となるため）お前を殺すように進言した。お前はすぐに逃げた方がよい」と述べたが、公孫鞅は「私を用いよというあなたの言葉を王が採用出来ないならば、私を殺せというあなたの言葉も王が採用するはずがありません」と述べて、かえって逃亡しなかった。公孫鞅の考えどおり、恵王は公叔痤が耄碌してこんな事を言っているのであろうと思い、これを聴かずに公孫鞅を登用も誅殺もしなかった。
公孫鞅は魏を出て秦に入国し、宦官の景監を頼って秦の若き君主孝公に面会する事が出来た。公孫鞅は自分の弁舌が発揮するのはここぞとばかりに孝公に向かって熱弁した。最初に会った時はまず最高の為政者である帝の道を説いた。しかし、孝公は退屈そうにして途中で居眠りしてしまった。次に会った時は一つ程度を下げて王の道を説いた。しかし、この時の孝公の反応は変わらず、三度目に会った時にさらに程度を下げて覇の道を説いた。そうすると孝公は熱心に聞き入り、無意識の内に公孫鞅ににじり寄るほどにこの話を気に入った。
孝公の信任を受けた公孫鞅は国法を変えようとしたが、孝公は批判を恐れて躊躇した。これに対して公孫鞅は「疑行は名なく、疑事は功なし」と述べて孝公を励ました。「疑」は確信を欠いたあやふやな気持ちをいう。なにごとであれ、やるからには自信を持って断行しなくてはいけない。あやふやな気持ちでやったのでは、成功もおぼつかなければ名誉も得られないという意味。この言葉は後世にて故事成語となった。しかしなお甘竜（かんりゅう、かんりょう）・杜摯（とし）といった者たちが「法は慣習となり人民も役人も馴染んでおり、法を変えずとも臣民を従わせるのは徳によってなされるべきです。道具は利が十倍なければ変えぬもの。法ともなれば百倍なければ」と旧制を変えるべきではないと述べたが、公孫鞅はこれを「夏・殷・周はいずれも異なる法で王となり、五覇の法も異なります。古来より賢者が法を定め、愚者はただそれに従うものです。国に利無くば慣習に従う必要はありません。殷の湯王・周の武王は慣習に従わず王者となり、夏の桀・殷の紂王は変えず滅びました。法とは慣習に従うから良い、反するから悪いとするものではありません」と論破し、孝公も公孫鞅の言を由とした。

### 商鞅変法

#### 墾草の令
紀元前359年、墾草の令。

#### 第一次変法
紀元前356年、孝公は公孫鞅を左庶長に任じ、変法（へんぽう）と呼ばれる国政改革を断行する。これは第一次変法と呼ばれる。主な内容は以下の通り。
- 戸籍を設け、民衆を五戸（伍）、または十戸（什）で一組に分ける[4]。この中で互いに監視、告発する事を義務付け、もし罪を犯した者がいて訴え出ない場合は什伍全てが連座して罰せられる（什伍連座法）[5]。逆に訴え出た場合は戦争で敵の首を取ったのと同じ功績になる。
- 一つの家に二人以上の成人男子がいながら分家しない者は、賦税が倍加させられる。
- 戦争での功績には爵位を以て報いる。私闘をなすものは、その程度に応じて課刑させられる。
- 男子は農業、女子は紡績などの家庭内手工業に励み、成績がよい者は税が免除される。商業をする者、怠けて貧乏になった者は奴隷の身分に落とす。
- 遠縁の宗室や貴族といえども、戦功のない者はその爵位を降下する。
- 法令を社会規範の要点とする。

まず、民衆に法をしっかりと執行することを信用させるために、三丈もの長さの木を都である櫟陽城の南門に植え、この木を北門に移せば十金を与えようと布告した。しかし、民衆はこれを怪しんで、木を移そうとしなかった。そこで、賞金を五十金にした。すると、ある人物が木を北門に移したので、公孫鞅は布告通りに、この人物に五十金を与えた。こういったことで、まずは変法への信頼を得ることができた。
しかし、最初は新法も成果が上がらず、民衆からも不満の声が揚がったが公孫鞅は意に介さなかった。公孫鞅は法がきちんと守られていないと考えた。孝公13年（紀元前349年）、太子の嬴駟（後の恵文王）の傅である公子虔が法を破ったのでこれを処罰する事を孝公に願い出た。公子虔を鼻削ぎの刑に処し、また教育係の公孫賈を額への黥刑に処し、さらにもう一人の太子侍従の祝懽を死刑に処した。このために公子虔・公孫賈の両人は恥じて外出しなくなり、公孫鞅を憎悪したという。この後は全ての人が法を守った。
そうすると法の効能が出始め、10年もすると田畑は見事に開墾され、兵士は精強になり、人民の暮らしは豊かになり、道に物が落ちていてもこれを自分の物にしようとする者はいなくなった。秦の民衆には、はじめ不満を漏らしていたのに手のひらを返して賞賛の声をあげる者もあったが、公孫鞅はそのような者も「世を乱す輩」として、容赦なく辺境の地へ流した。これにより、法に口出しする者はいなくなり「変法」は成功を収める。

#### 第二次変法
紀元前354年、元里の戦い。
紀元前353年の桂陵の戦いで魏が斉に大敗すると、紀元前352年には変法で蓄えられた力を使い秦は魏に侵攻し、城市を奪った（安邑・固陽の戦い）。同年、この功績で公孫鞅は大良造に任命された。
紀元前350年、秦は櫟陽から咸陽へ遷都した。
この年に公孫鞅はさらに変法を行い、法家思想による君主独裁権の確立を狙った。今回の主な内容は以下の通り。
- 父子兄弟が一つの家に住むことを禁じる。
- 全国の集落を県に分け[7]、それぞれに令（長官）、丞（補佐）を置き、中央集権化を徹底する。
- 井田を廃し田地の区画整理を行う。
- 度量衡の統一[8]。

秦では父子兄弟が一つの家に住んでいたが、中原諸国から見るとこれは野蛮な風習とされていた。一番目の法は野蛮な風習を改めると共に、第一次変法で分家を推奨したのと同じく戸数を増やし、旧地にとどまりづらくして未開地を開拓するよう促す意味があったと思われる。二度の変法によって秦はますます強大になった。
紀元前341年の馬陵の戦いで斉の孫臏によって魏の龐涓が敗死すると、紀元前340年には魏へ侵攻し、自ら兵を率いて討伐した（呉城の戦い）。またかつて親友であった魏の総大将である公子卬を欺いて招き、これを捕虜にして魏軍を打ち破り黄河以西の土地を奪った。危険を感じた魏は首都を安邑（現在の山西省運城市夏県）から東の大梁（現在の河南省開封市）に遷都し、恵王は「あの時の公叔痤の言葉に従わなかったために、このような事になってしまった…」と大いに悔やんだという。
この功績により公孫鞅は商・於という土地の15邑に封ぜられた。これより商鞅と呼ばれる。

### 没落
比類なき功績で得意の絶頂であった商鞅だが、強引に変法を断行した事により太子の傅を初めとして商鞅を恨む人間を大量に作っていた。彼らの多くは旧来の貴族であり、変法によって君主の独裁権が確立されると彼らの権限が削られていくので商鞅を恨んでいた。商鞅の腹心であった趙良は主人の身を案じて「あなた様は今すぐ宰相を辞し、他国に赴くことをお勧めします」と厳重に忠告した。だが商鞅は「趙良よ、私の身を案じるのは有難いが、私はまだまだやることがたくさんあるのだ」とこれを退けたという。これを聞いた趙良は禍を恐れて他国に逃亡したという。
紀元前338年、孝公が死去し、太子駟が即位し、恵文王（この時点では恵文君）となった。この時にかねてより商鞅に恨みを持つ新王の後見役の公子虔・公孫賈ら反商鞅派は讒訴し、商鞅に謀反の罪を着せようとした。恵文王も太子時代に自分を罰しようとした商鞅に恨みを持っていたので、危機を悟った商鞅は慌てて都から逃亡し、途中で宿に泊まろうとしたが、宿の亭主は商鞅である事を知らず、「商鞅さまの厳命により、旅券を持たないお方はお泊めてしてはいけない法律という事になっております」とあっさり断られた。商鞅は「法を為すの弊、一にここに至るか」（ああ、法律を作り徹底させた弊害が、こんな結果をもたらすとは…）と長嘆息し、いったん魏に逃げるが、公子卬を騙した事を忘れていない魏は、軍を発し即座に国内から追放した。仕方なく商鞅は封地の商で兵を集めたが、秦の討伐軍に攻められて戦死した。恵文王の厳命でその遺骸は黽池で見せしめとして車裂の刑に処せられ、身体は引き裂かれて曝しものとなった。

## 影響
秦はそれまでは内陸奥地に起源を持ち、中国中央とはやや異なった風習でもあり、野蛮国と見なされてきた。しかし彼によってそういった面は改革され、さらに魏に勝ったことで強国として一目置かれることとなった。
また、恵文王以降の秦の歴代君主は商鞅が死んだ後も商鞅の法を残した。商鞅より半世紀前、楚の呉起も商鞅のように厳しい法を残したが、そちらは呉起の死後に廃止されている。このため王と法の下にひとまとまりとなった秦は、門閥の影響が強く纏まっていなかった楚などを着実に破っていく。最終的に秦が戦国乱世を統一できたのは、商鞅の法があったためと言っても過言ではない。商鞅の言の通り「旧習に従わず王者となり、変えなかったものは滅んだ」のである。
現代では政治家および法律学者（法家）としての評価が高いが、戦国時代には稀代の将軍・軍事思想家（兵家）としても敬服されていた。『荀子』「議兵篇」において、荀子は、戦国時代の名将として商鞅（原文では衛鞅）を田単ら他二人と共に上げている（ただし、荀子自身は商鞅等四人を小手先の兵法に通じた者として批判し、春秋時代の覇者や、古代の王者よりは下としている）。商鞅の軍事思想を記録したものとして、『漢書』「芸文志」は『公孫鞅』二十七篇を記載しているが、後に散逸した。
なお、伝説的ではあるが、蘇秦はその弁舌を生かす活動を始めた際、まず周を訪れたが相手にされず、次に秦を訪れた。彼は恵王に「軍事教練を強化すれば、帝と称することが出来るようになる」と説いたという。しかし王はこれを拒否した。その理由の一つが商鞅を処刑した後であり、弁舌の士を嫌ったのだという。蘇秦はその後合従の連盟を作ることに成功し、そのために秦は15年にわたって国外に出られなかった。

## 登場作品
テレビドラマ
- 『東周列国 戦国篇』（1997年、演：温海波）
- 『大秦帝国』、2006年、演：王志飛（中国語版）（ワン・ジーフェイ））
- 『ミーユエ 王朝を照らす月』（2016年、演：施京明）